# Babygrande Records
Babygrande Records ist ein US-amerikanisches Independent-Hip-Hop-Label aus New York und wird über Koch Distribution vertrieben.
Der Gründer Chuck Wilson war A&R-Manager von Priority Records, Leiter von Black Entertainment Television (BET) sowie ausführender Produzent des Filmes Soul Plain. Sein Partner Jesse Stone (ursprünglich bei Interscope Records) ist stellvertretender Vorstand und allgemeiner Geschäftsführer.

## Künstlerverzeichnis

### Künstler
- 40 Cal.
- Yung Hizzle
- 7L & Esoteric
- Akir
- Apathy
- Army of the Pharaohs
- Big Shug
- Bloodline
- Blue Sky Black Death
- Bronze Nazareth
- Canibus
- Cherryswine
- Chief Kamachi
- Custom Made
- Dame Grease
- DK 730
- D-Block
- Gillie da Kid
- GZA/Genius
- Gutta
- Hell Razah
- Hell Rell
- Hi-Tek
- J.R. Writer
- Jakki the Motamouth
- Jedi Mind Tricks
- Jus Allah
- Kurupt
- Lawless Element
- Lost Children of Babylon
- Lord Jamar
- Monster Maker
- N.O.R.E.
- OuterSpace
- Polyrythm Addicts
- Purple City
- Randam Luck
- Ransom
- Ras Kass
- Sa-Ra Creative Partners
- Sharkey
- Snowgoons
- The Society of Invisibles
- Think Differently Music
- UnKasa

### Ehemalige Künstler
- Agallah
- Brand Nubian
- Jean Grae
- Jay-C Hirst
- Supernatural
- Immortal Technique
- Raouf Al-Talla
- Evil Dead
- Matlock
- Mountain Brothers
- Navaho Smith
- K-Bobb Johnz

## Diskografie
- 2003: Jedi Mind Tricks The Psycho-Social, Chemical, Biological & Electro-Magnetic Manipulation of Human Consciousness (re-issue)
- 2003: Mountain Brothers Triple Crown
- 2003: Supernatural The Lost Freestyle Files
- 2003: Canibus Rip the Jacker
- 2003: Jedi Mind Tricks Visions of Gandhi
- 2003: Jean Grae The Bootleg of the Bootleg EP
- 2004: Sharkey Sharkey's Machine
- 2004: Jedi Mind Tricks presents Outerspace Outerspace
- 2004: Outerspace Blood & Ashes
- 2004: 7L & Esoteric DC2: Bars of Death
- 2004: Brand Nubian Fire in the Hole
- 2004: Immortal Technique Revolutionary Vol. 1 (re-issue)
- 2004: Jedi Mind Tricks Legacy of Blood
- 2004: Jean Grae This Week
- 2004: Jedi Mind Tricks Violent by Design (re-issue)
- 2005: Purple City Road to Riches: Best of Purple City Mixtape
- 2005: Jus Allah All Fates Have Changed
- 2005: 7L & Esoteric Moment of Rarities
- 2005: Immortal Technique Revolutionary Vol. 2 (re-issue)
- 2005: Lawless Element Soundvision: In Stereo
- 2005: Dreddy Kruger presents Think Different Music Wu-Tang Meets the Indie Culture
- 2005: Purple City Paris to Purple City
- 2005: Canibus C True Hollywood Stories (re-issue)
- 2005: Canibus Mic Club: The Curriculum (re-issue)
- 2005: Canibus Hip-Hop for Sale
- 2005: Killah Priest Priesthood (re-issue)
- 2005: Jakki Da Motamouth God vs. Satan
- 2006: The Lost Children of Babylon Where Light Was Created: The Equidivium (re-issue)
- 2006: The Lost Children of Babylon Words From the Duat: The Book of Anubis (re-issue)
- 2006: The Lost Children of Babylon The 911 Report: The Ultimate Conspiracy
- 2006: Apathy Eastern Philosophy
- 2006: Jedi Mind Tricks presents Army of the Pharaoahs The Torture Papers
- 2006: Bronze Nazareth The Great Migration
- 2006: Purple City Born to the Purple
- 2006: Purple City The Purple Album
- 2006: DK King Me Mixtape
- 2006: Agallah Propane Piff Mixtape
- 2006: 7L & Esoteric A New Dope
- 2006: Lord Jamar The 5% Album
- 2006: Chief Kamachi Concrete Gospel
- 2006: The Society of Invisibles The Society of Invisibles
- 2006: Agallah You Already Know
- 2006: Blue Sky Black Death Blue Sky Black Death presents: The Holocaust
- 2006: Outerspace Blood Brothers
- 2006: Custom Made Sidewalk Mindtalk
- 2006: Jedi Mind Tricks Servants in Heaven, Kings in Hell
- 2006: Hi-Tek Hi-Teknology 2: The Chip
- 2007: C-Rayz Walz & Sharkey Monster Maker
- 2007: The Society of Invisibles Episode 19
- 2007: Snowgoons German Lugers
- 2007: Wisemen Wisemen Approaching
- 2007: Sa-Ra Creative Partners "The Hollywood Recordings"
- 2007: Polyrhythm Addicts "Break Glass"
- 2007: Big Shug Street Champ
- 2007: C-Rayz Walz & Sharkey Monster Maker
- 2007: Ice Water Inc. Polluted Water
- 2007: N.O.R.E. Noreality
- 2007: Army of the Pharaohs Ritual of Battle
- 2007: Blue Sky Black Death & Hell Razah Razah's Ladder
- 2007: The Society of Invisibles Episode 19
- 2007: Hi-Tek Hi-Teknology 3: Underground
- 2008: Randam Luck Conspiracy of Silence
- 2008: Blue Sky Black Death Last Night Cinema
- 2008: Dame Grease Goon Musik
- 2008: Snowgoons Black Snow
- 2008: Outerspace "God’s Fury"